# Typ 63 (czołg)
Typ 63 – chiński czołg lekki amfibijny, zbudowany na bazie radzieckiego PT-76.

## Historia
Pojazd ten został opracowany przez chiński Instytut Inżynierii Wojskowej oraz Instytut Badań nr 60 w 1962 roku. Po przeprowadzonych testach fabrycznych w terenie pod kątem zdolności pokonywania przeszkód wodnych, został wprowadzony na uzbrojenie jako Typ 63.

## Konstrukcja
Kadłub zbudowany jest ze spawanych płyt pancernych ze stali walcowanej, ma mocno nachyloną przednią płytę pancerza i składaną płytę, która po podniesieniu przed wjechaniem do wody, zwiększa wyporność wozu. Kadłub jest bardzo podobny do PT-76 z wyjątkiem pokrywy silnika z trzema pionowymi wlotami powietrza w Typ 63 i jednym dużym w oryginalnym wozie radzieckim. Posiada on wieżę zespawaną z kilku odlanych sekcji. Czołg posiada typowy układ konstrukcji z przedziałem kierowniczym z przodu, bojowym w środku i napędowym z tyłu. Załogę stanowią cztery osoby – dowódca oraz celowniczy po lewej stronie wieży, ładowniczy po prawej oraz kierowca w przedziale kierowniczym z przodu kadłuba. Zawieszenie składa się z sześciu par stalowych kół jezdnych z gumowymi bandażami, kołem napinającym z przodu i napędowym z tyłu. Napęd w wodzie stanowią dwa pędniki wodne oraz przewijające się gąsienice, maksymalna prędkość w wodzie wynosi około 12 km/h.
Typ 63 jest zdolny do pokonywania rowów o szerokości do 2,9 metra, ścian pionowych o wysokości około 87 cm, jazdy pod górę po powierzchni o nachyleniu do 60% oraz pokonywania przeszkód wodnych.
Czołg posiada reflektor podczerwieni po prawej stronie kadłuba. Właz dowódcy otwierający się do przodu i ładowniczego otwierający się do tyłu, kopulasty wlot wentylatora w stropie wieży za włazami. Wóz posiada możliwość dołączenia dodatkowych zbiorników paliwa w celu zwiększenia zasięgu operacyjnego.

## Uzbrojenie
Typ 63 uzbrojony jest w armatę kalibru 85 mm, prawdopodobnie taką samą, jaka jest montowana na czołgu Typ 62. Jednostka ognia do działa wynosi 47 naboi. Armata ta może strzelać nabojami z pociskiem przeciwpancernym zwykłym, przeciwpancerno-burzącym, burzącym oraz kumulacyjnym. Uzbrojenie pomocnicze składa się z przeciwlotniczego wielkokalibrowego karabinu maszynowego kalibru 12,7 mm przy włazie dowódcy oraz dwóch karabinów maszynowych kalibru 7,62 mm – jeden przeciwlotniczy M1938/46 DSzKM przy włazie ładowniczego i jeden czołgowy sprzężony z armatą.

## Wersje
Typ 63A – ulepszona wersja wyposażona w jednolitą, odlewaną wieżę i armatę kalibru 105 mm z lufą gwintowaną. Posiadają również system kierowania ogniem ze stabilizacją, nawigację satelitarną oraz prosty termowizjer. W czołgi tej wersji wyposażone są jednostki chińskiej armii i chińskiej piechoty morskiej stacjonujące na południu kraju.